# Вовнянко, Игорь Александрович
Игорь Александрович Вовнянко (14 июля 1942, Алма-Ата — 10 октября 2021) — советский и казахстанский кинооператор, режиссёр, сценарист. Лауреат Государственной премии Казахской ССР (1986), заслуженный деятель Казахстана (1998).

## Биография
Окончил ВГИК (мастерскую Б. И. Волчека). Работал кинооператором на Куйбышевской студии телевидения, с 1971 — на киностудии «Казахфильм». С 1974 года — член Союза кинематографистов СССР. В (2005 — 2013) — председатель Союза кинематографистов Казахстана.
Снял художественные фильмы «Тревожные ночи в Самаре» (1969), «Необычный день» (1971), «Горизонты» (1973), «Эй вы, ковбои!» (1974), «Однажды и на всю жизнь» (1977), «Год дракона» (1981) и несколько телефильмов («Чемпион», 1979; «Дыня», 1982; 4-сер. «Чокан Валиханов», 1983—1985, и другие). Сценарист и режиссёр документальных фильмов «Кумшагалская история» (1986), «Австрийские встречи», «Тенгиз» (оба — 1987), режиссёр художественного фильма «Урановый тайфун» (2011).
Скончался 10 октября 2021 года.

## Награды
- Лауреат Государственной премии Казахской ССР (1986)
- Заслуженный деятель Казахстана (1998)
- Лауреат независимой общенациональной премии Тарлан (2004)
- Орден Курмет (2008)[2]